# Jamie Chung
Jamie Chung, född 10 april 1983 i San Francisco, Kalifornien, USA, är en amerikansk skådespelare som har medverkat i realityserierna The Real World: San Diego och Real World/Road Rules Challenge: The Inferno II. Hon har även haft roller i Härmed förklarar jag er Chuck och Larry, Sorority Row, Sucker Punch, Bad Johnson, Premium Rush, Once Upon A Time och Baksmällan: Del II. Jamie Chung har också agerat röstskådespelare åt Go Go Tomago i filmen Big Hero 6.

## Filmografi

### Film
- I Now Pronounce You Chuck and Larry
- Dragonball Evolution
- Projekt Prinsessa
- Sorority Row
- Burning Palms
- Grown Ups
- Sucker Punch
- The Hangover Part II
- Premium Rush
- The Man with the Iron Fists
- Eden
- Knife Fight
- The Hangover Part III
- Flight 7500
- Bad Johnson
- Sin City: A Dame to Kill För
- Rudderless
- Big Hero 6
- A Year and Change
- Already Tomorrow in Hong Kong
- Flock of Dudes
- Office Christmas Party
- Band Aid
- 1985
- DC Showcase: Death
- Dangerous Lies
- Batman: Soul of the Dragon
- The Misfits

### Tv
- The Real World: San Diego
- Real World/Road Rules Challenge: The Inferno II
- Veronica Mars
- Katrina
- Cityakuten
- Days of Our Lives
- CSI: NY
- Greek
- Samurai Girl
- Castle
- Grey's Anatomy
- Once Upon a Time
- Believe
- Resident Advisors
- Gotham
- Big Hero 6: The Series
- The Gifted
- Sherwood
- Awkwafina Is Nora from Queen
- This is US
- Lovecraft Country
- Star Wars: Visions

### Tv-spel
- Command & Conquer Red Alert 3: Uprising
- X-Men: Destiny
- Destiny 2 – Warmind
- Kingdom Hearts III